# Ачимовские отложения
Ачимовские отложения — нефтегазоносные залежи в Западной Сибири с очень сложным распределением коллекторов. Залегают на глубинах около 4000 м и имеют гораздо более сложное геологическое строение по сравнению с сеноманскими (находятся на глубине 1100-1700 м) и валанжинскими (на глубине 1700-3200 м) залежами.
Название было предложено в 1959 году по названию села Ачимово в Викуловском районе Тюменской области выдающимся ученым-нефтяником, одним из первооткрывателей Западно-Сибирской нефтеносной провинции, Фабианом Григорьевичем Гурари, который первым начал изучение этих образований.
Ачимовские отложения охватывают практически всю Западную Сибирь. Ресурсный потенциал ачимовской толщи Западно-Сибирского нефтегазоносного бассейна оценивается в 66 млрд тонн нефтяного эквивалента. Геологические запасы — в 10,4 млрд тонн нефти, 4,4 трлн м3 газа и 1,4 млрд тонн газового конденсата. Однако по проницаемости (по способности проводить жидкость и газ) ачимовские отножения примерно в 100 раз сложнее поддается освоению, чем традиционные породы. Для освоения ачимовских отложений нужны горизонтальные скважины, причём горизонтальный участок должен быть большой длины, чтобы увеличить зону контакта скважины и залежи; также необходимо проводить гидроразрыв пласта.
Ачимовские отложения разрабатываются с 1980-х годов. В 2003 году ООО «Газпром добыча Уренгой» (100-процентная дочерняя компания «Газпрома») и Wintershall Holding AG (100-процентное дочернее предприятие BASF SE) основали совместное предприятие ЗАО «Ачимгаз» для освоения первого опытного участка (1А) ачимовских отложений Уренгойского месторождения. 
В 2019 году компания «Роснефть-Пурнефтегаз» приступила к промышленной разработке ачимовских залежей на Тарасовском месторождении, в том же году к промышленной разработке ачимовских залежей на Восточно-Мессояхском месторождении приступила компания «Мессояханефтегаз» (совместное предприятие «Газпром нефти» и «Роснефти»).